# The First Hundred Years
The First Hundred Years és una pel·lícula de comèdia estatunidenca de 1938 dirigida per Richard Thorpe. És protagonitzada per Robert Montgomery, Virginia Bruce i Warren William i fou produïda per la Metro-Goldwyn-Mayer.

## Repartiment
- Robert Montgomery com David Conway
- Virginia Bruce com Lynn Conway
- Warren William com Harry Borden
- Binnie Barnes com Claudia Weston
- Alan Dinehart com Samuel Z. Walker
- Harry Davenport com oncle Dawson
- Nydia Westman com Midge
- Donald Briggs com William Regan
- Jonathan Hale com Jutge Parker
- E. E. Clive com Chester Blascomb
- Lee Bowmancom George Wallace
- Torben Meyer com Karl
- Bodil Rosing com Martha
- Irving Bacon com Wilkins
- Barbara Bedford com Sadie (sense acreditar)